# Pietro Pavesi
Pietro Pavesi (Pavia, 24 settembre 1844 – Asso, 31 agosto 1907) è stato un naturalista, aracnologo, ornitologo, ittiologo, zoologo e storico italiano.

## Biografia
Studiò Scienze naturali all'Università degli Studi di Pavia, dove si laureò nel 1865 con una tesi intitolata Della Struttura in generale dei tipi di animali. Già l'anno prima aveva tuttavia pubblicato un lavoro sui ragni presenti nella provincia di Pavia. Dedicatosi all'attività didattica e alla ricerca, dopo aver insegnato dal 1866 scienze naturali al liceo di Lugano, divenne professore universitario nel 1871. Insegnò dapprima a Napoli, poi a Genova finché nel 1875 giunse a Pavia dove rimase definitivamente, dedicandosi all'insegnamento della Zoologia e alla direzione del Museo di storia naturale di Pavia.
I suoi interessi erano numerosi e non si limitavano alle sole scienze naturali. Si è interessato di entomologia, ornitologia, limnologia, ittiologia, storia della scienza, archeologia e politica. In campo aracnologico restano fondamentali gli studi tassonomici effettuati con Giovanni Canestrini. In ambito ornitologico si interessò degli uccelli presenti nella provincia di Pavia, e pubblicò ben otto calendari ornitologici dal 1886 al 1902. Molto importanti gli studi sulla fauna lacustre, tale per cui è considerato uno dei padri dell'idrobiologia. Si dedicò inoltre allo studio dei monumenti di Pavia; in particolare ricostruì la storia della Strada delle Catene, del Palazzo dell'Università, del bordello, sulle fiere, le fortezze. Ricostruì l'attività didattica di Spallanzani all'Università di Pavia.
Fu consigliere comunale al comune di Pavia: svolse a lungo l'incarico di assessore alla cultura e ricoprì la carica di sindaco di Pavia dal 1899 al 1902.

## Opere

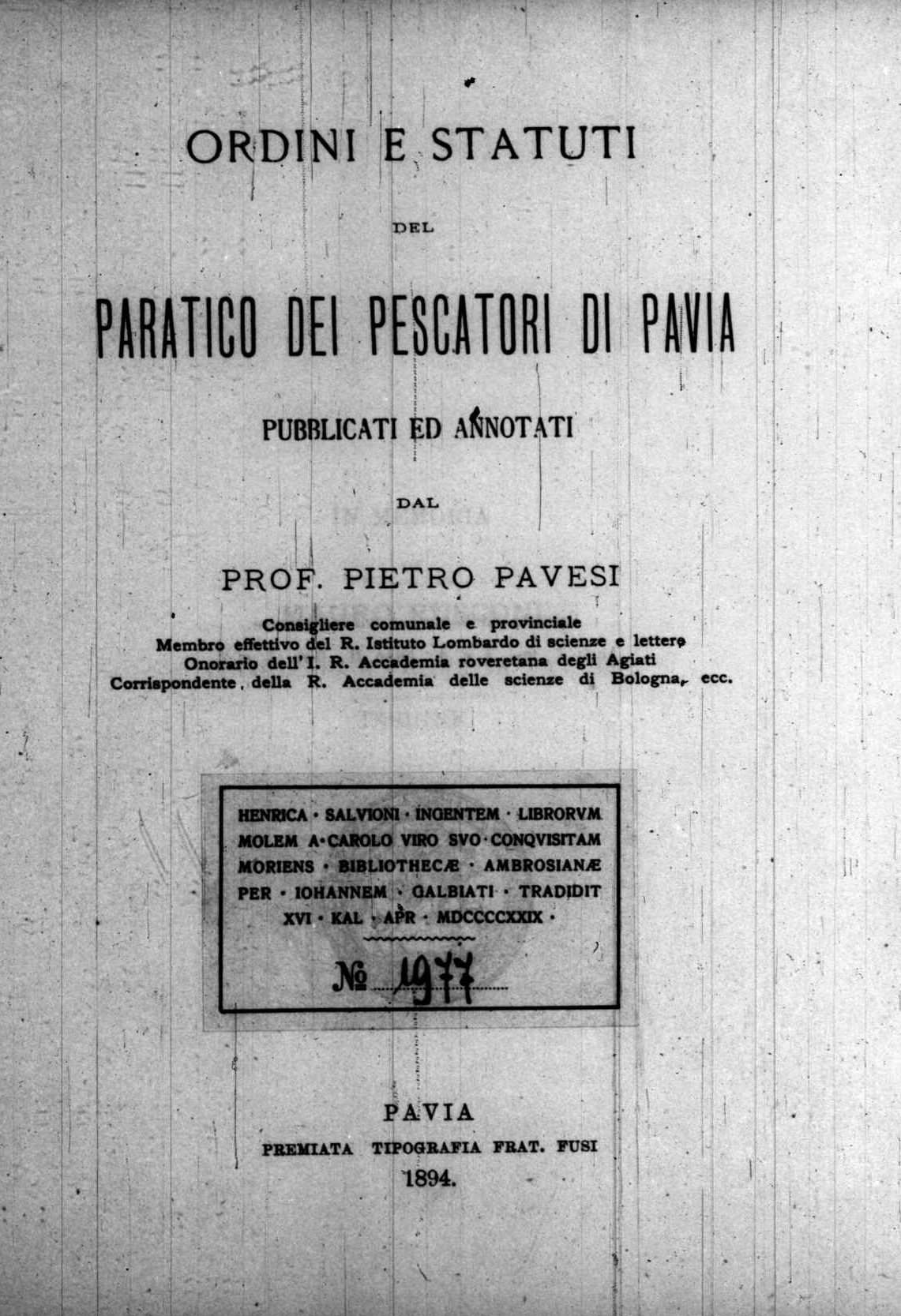
Ordine e statuti del paratico dei pescatori di Pavia (Ordines et statuta Paratici Piscatorum Papiae), 1894

- «Aracnidi», in Giuseppe Balsamo Crivelli et al., Notizie naturali e chimico-agronomiche sulla provincia di Pavia, Pavia, Tipografia in ditta eredi Bizzoni, 1864.
- Giovanni Canestrini e Pietro Pavesi, Araneidi italiani, Milano, tip. Bernardoni, 1869.
- Giovanni Canestrini e Pietro Pavesi, Catalogo sistematico degli Araneidi italiani, Bologna, tipi Fava e Garagnani, 1870.
- Ordine e statuti del paratico dei pescatori di Pavia, Pavia, Fratelli Fusi, 1894.
- Il bordello di Pavia dal XIV al XVII secolo, e i soccorsi di S. Simone e S. Margherita, Milano, Ulrico Hoepli Edit., 1897.
- La strada delle catene, Pavia, Stabilimento tipografico succ. Bizzoni, 1897; ristampa: Pavia, Tipografia Fusi, 1955.
- Le fiere di Pavia, Pavia, tip. popolare, 1898.
- L'abate Spallanzani a Pavia, cenni storici, Milano : tip. Bernardoni di C. Rebeschini e c., 1901.
- Il prospetto delle lezioni Spallanzani, scritto da lui medesimo, Pavia, Stab. tip. Successori Bizzoni, 1903.
- Un'altra pagina di storia dell'universita pavese, Pavia, Premiato stab. tip. successori Bizzoni, 1906.

## Taxa descritti
- Apochinomma Pavesi, 1881, genere di ragni della famiglia Corinnidae
- Chiasmopes Pavesi, 1883, genere di ragni della famiglia Pisauridae
- Artonis gallana Pavesi, 1895, ragno della famiglia Araneidae
- Camaricus mimus Pavesi, 1895, ragno della famiglia Thomisidae
- Diaea albicincta Pavesi, 1883, ragno della famiglia Thomisidae
- Microlinyphia sterilis Pavesi, 1883, ragno della famiglia Linyphiidae
- Monaeses griseus Pavesi, 1895, ragno della famiglia Thomisidae
- Neoscona byzanthina (Pavesi, 1876), ragno della famiglia Araneidae
- Phrynarachne gracilipes Pavesi, 1895, ragno della famiglia Thomisidae

## Taxa denominati in suo onore
- Atractides pavesii Maglio, 1905, acaro della famiglia Hygrobatidae
- Amaurobius pavesii Pesarini, 1991, ragno della famiglia Amaurobiidae
- Ariamnes pavesii Leardi, 1902, ragno della famiglia Theridiidae
- Camillina pavesii (Simon, 1897), ragno della famiglia Gnaphosidae
- Diplocephalus pavesii Pesarini, 1996, ragno della famiglia Linyphiidae
- Echemella pavesii (Simon, 1909), ragno della famiglia Gnaphosidae
- Euprosthenops pavesii Lessert, 1928, ragno della famiglia Pisauridae
- Lebertia pavesii Monti, 1903, acaro della famiglia Lebertiidae
- Orchestina pavesii (Simon, 1873), ragno della famiglia Oonopidae
- Orchestina pavesiiformis Saaristo, 2007, ragno della famiglia Oonopidae
- Troglohyphantes pavesii Pesarini, 1988, ragno della famiglia Linyphiidae
- Viciria pavesii Thorell, 1877, ragno della famiglia Salticidae